# Twan Castelijns
Twan Castelijns (né le 23 janvier 1989 à Eindhoven) est un coureur cycliste néerlandais, professionnel en 2016 et 2017 au sein de l'équipe Lotto NL-Jumbo.

## Palmarès
- 2013
  - Ronde van Geldrop
- 2014
  - Ronde van Geldrop
  - 2e du Ronde van Oud-Vossemeer
- 2015
  - Ronde van Geldrop
  - Hel van Voerendaal
  - 3e de l'Arno Wallaard Memorial
  - 3e du Drielandenomloop
- 2017
  - 2e du Tour de Drenthe

## Résultats sur les grands tours

### Tour d'Italie
2 participations
- 2016 : 114e
- 2017 : 130e

## Classements mondiaux
| Année                                 | 2014 | 2015 | 2016  | 2017 |
| ------------------------------------- | ---- | ---- | ----- | ---- |
| Classement mondial                    |      |      | 1861e | 305e |
| UCI Europe Tour                       | 908e | 409e | 1232e | 138e |
|                                       |      |      |       |      |
| Légende : nc = non classéSource : UCI |      |      |       |      |